# Arctonula arctica
Arctonula arctica is een mosdiertjessoort uit de familie van de Romancheinidae. De wetenschappelijke naam van de soort is, als Lepralia arctica, voor het eerst geldig gepubliceerd in 1851 door M. Sars.